# Campionato di Extreme E 2023
Il Campionato di Extreme E 2023 è la terza stagione della categoria di rally elettrico Extreme E. La stagione è iniziata l'11 marzo con una gara in Arabia Saudita e si concluderà il 3 dicembre 2023 con la gara prevista in Cile.

## Calendario
| Tappa | Date            | Evento             | Sede           | Superficie |
| ----- | --------------- | ------------------ | -------------- | ---------- |
| 1     | 11–12 marzo     | Desert X-Prix 2023 | Arabia Saudita | Sabbia     |
| 2     | 11–12 marzo     | Desert X-Prix 2023 | Arabia Saudita | Sabbia     |
| 3     | 13–14 maggio    | Hydro X-Prix 2023  | Scozia         | Terra      |
| 4     | 13–14 maggio    | Hydro X-Prix 2023  | Scozia         | Terra      |
| 5     | 8–9 luglio      | Island X-Prix 2023 | Sardegna       | Sabbia     |
| 6     | 8–9 luglio      | Island X-Prix 2023 | Sardegna       | Sabbia     |
| 7     | 16–17 settembre | Island X-Prix 2023 | Sardegna       | Sabbia     |
| 8     | 16–17 settembre | Island X-Prix 2023 | Sardegna       | Sabbia     |
| 9     | 2–3 dicembre    | Copper X-Prix 2023 | Cile           |            |
| 10    | 2–3 dicembre    | Copper X-Prix 2023 | Cile           |            |

Il 16 novembre 2022, è stato rivelato un calendario provvisorio di cinque round, che conferma il round inaugurale in Arabia Saudita, un evento da tenersi in Scozia con il nome di Ocean X-Prix, la conferma dell'Italia in luglio; un X-Prix in una nazione fra Brasile o Stati Uniti d'America ed infine il ritorno in Cile per il finale di stagione.
Il 29 agosto 2023, viene annunciato il ritorno del campionato in Sardegna per una seconda gara, in sostituzione del round previsto o in Brasile o negli Stati Uniti d'Amaerica.

## Squadre e piloti

### Team
Il 30 maggio 2022 l'XE Sports Group annuncia l'intenzione di partecipare con un proprio team alla stagione 2023 dell'Extreme E.
L'11 gennaio 2023 il Dj e produttore discografico Carl Cox, decide di partecipare alla serie iscrivendo un team a suo nome per la stagione 2023.

### Piloti
L'8 novembre 2022, il team Veloce Racing, annuncia una modifica alla propria line-up di piloti in vista dell'Energy X Prix e della stagione successiva. Vengono ingaggiati la campionessa 2021 Molly Taylor e lo svedese Kevin Hansen, provenienti entrambi dal team JBXE.
Il 17 novembre 2022, il team Andretti United XE, comunica di aver raggiunto un accordo per il prolungamento di contratto, ad entrambi i piloti della stagione 2022 Catie Munnings e Timmy Hansen.
Il 27 gennaio 2023, il team ABT Cupra XE, conferma Nasser Al-Attiyah e sostituisce Jutta Kleinschmidt con Klara Andersson, quest'ultima già in gara per il team negli ultimi due X-Prix della stagione 2022; per la stagione successiva.
Il 21 febbraio 2023, il team Rosberg X Racing conferma il campione 2021 Johan Kristoffersson e Mikaela Åhlin-Kottulinsky come parte della propria line-up ufficiale per la stagione 2023.

#### Tabella riassuntiva
| Squadra                       | N°  | Piloti                    | Gare |
| ----------------------------- | --- | ------------------------- | ---- |
| Veloce Racing                 | 5   | Molly Taylor              | 1–6  |
| Veloce Racing                 | 5   | Kevin Hansen              | 1–6  |
| Rosberg X Racing              | 6   | Mikaela Åhlin-Kottulinsky | 1–6  |
| Rosberg X Racing              | 6   | Johan Kristoffersson      | 1–6  |
| Carl Cox Motorsport           | 08  | Christine GZ              | 1–4  |
| Carl Cox Motorsport           | 08  | Lia Block                 | 5–6  |
| Carl Cox Motorsport           | 08  | Timo Scheider             | 1–6  |
| JBXE                          | 22  | Hedda Hosås               | 1–6  |
| JBXE                          | 22  | Heikki Kovalainen         | 1–2  |
| JBXE                          | 22  | Andreas Bakkerud          | 3–6  |
| Andretti Altawkilat Extreme E | 23  | Catie Munnings            | 1–6  |
| Andretti Altawkilat Extreme E | 23  | Timmy Hansen              | 1–6  |
| X44 Vida Carbon Racing        | 44  | Cristina Gutiérrez        | 1–6  |
| X44 Vida Carbon Racing        | 44  | Fraser McConnell          | 1–6  |
| Acciona \| Sainz XE Team      | 55  | Laia Sanz                 | 1–6  |
| Acciona \| Sainz XE Team      | 55  | Mattias Ekström           | 1–6  |
| Neom Mclaren Extreme E        | 58  | Emma Gilmour              | 1–6  |
| Neom Mclaren Extreme E        | 58  | Tanner Foust              | 1–6  |
| Chip Ganassi Racing           | 99  | Amanda Sorensen           | 1–6  |
| Chip Ganassi Racing           | 99  | RJ Anderson               | 1–6  |
| Abt Cupra XE                  | 125 | Klara Andersson           | 1–6  |
| Abt Cupra XE                  | 125 | Nasser Al-Attiyah         | 1–4  |
| Abt Cupra XE                  | 125 | Sébastien Loeb            | 5–6  |

## Risultati
| Gara | Nome gara                            | Podio |     |                                                  |                               |              |
| Gara | Nome gara                            | Pos.  | N°  | Piloti                                           | Squadra                       | Tempo finale |
| ---- | ------------------------------------ | ----- | --- | ------------------------------------------------ | ----------------------------- | ------------ |
| 1    | Desert X Prix 2023 (11–12 marzo)     | 1     | 5   | Molly Taylor / Kevin Hansen                      | Veloce Racing                 | 11'56"921    |
| 1    | Desert X Prix 2023 (11–12 marzo)     | 2     | 55  | Laia Sanz / Mattias Ekström                      | Acciona \| Sainz XE Team      | 12'13"000    |
| 1    | Desert X Prix 2023 (11–12 marzo)     | 3     | 6   | Mikaela Åhlin-Kottulinsky / Johan Kristoffersson | Rosberg X Racing              | 14'04"332    |
| 2    | Desert X Prix 2023 (11–12 marzo)     | 1     | 55  | Laia Sanz / Mattias Ekström                      | Acciona \| Sainz XE Team      | 11'10"821    |
| 2    | Desert X Prix 2023 (11–12 marzo)     | 2     | 5   | Molly Taylor / Kevin Hansen                      | Veloce Racing                 | 11'16"348    |
| 2    | Desert X Prix 2023 (11–12 marzo)     | 3     | 6   | Mikaela Åhlin-Kottulinsky / Johan Kristoffersson | Rosberg X Racing              | 11'18"520    |
| 3    | Hydro X-Prix 2023 (13–14 maggio)     | 1     | 44  | Cristina Gutiérrez / Fraser McConnell            | X44 Vida Carbon Racing        | 10'12"670    |
| 3    | Hydro X-Prix 2023 (13–14 maggio)     | 2     | 23  | Catie Munnings / Timmy Hansen                    | Andretti Altawkilat Extreme E | 10'21"656    |
| 3    | Hydro X-Prix 2023 (13–14 maggio)     | 3     | 08  | Christine GZ / Timo Scheider                     | Carl Cox Motorsport           | 10'51"647    |
| 4    | Hydro X-Prix 2023 (13–14 maggio)     | 1     | 5   | Molly Taylor / Kevin Hansen                      | Veloce Racing                 | 12'56"663    |
| 4    | Hydro X-Prix 2023 (13–14 maggio)     | 2     | 58  | Emma Gilmour / Tanner Foust                      | Neom Mclaren Extreme E        | 12'59"082    |
| 4    | Hydro X-Prix 2023 (13–14 maggio)     | 3     | 99  | Amanda Sorensen / RJ Anderson                    | Chip Ganassi Racing           | 13'13"153    |
| 5    | Island X-Prix 2023 (8–9 luglio)      | 1     | 6   | Mikaela Åhlin-Kottulinsky / Johan Kristoffersson | Rosberg X Racing              |              |
| 5    | Island X-Prix 2023 (8–9 luglio)      | 2     | 55  | Laia Sanz / Mattias Ekström                      | Acciona \| Sainz XE Team      |              |
| 5    | Island X-Prix 2023 (8–9 luglio)      | 3     | 99  | Amanda Sorensen / RJ Anderson                    | Chip Ganassi Racing           |              |
| 6    | Island X-Prix 2023 (8–9 luglio)      | 1     | 6   | Mikaela Åhlin-Kottulinsky / Johan Kristoffersson | Rosberg X Racing              |              |
| 6    | Island X-Prix 2023 (8–9 luglio)      | 2     | 55  | Laia Sanz / Mattias Ekström                      | Acciona \| Sainz XE Team      |              |
| 6    | Island X-Prix 2023 (8–9 luglio)      | 3     | 23  | Catie Munnings / Timmy Hansen                    | Andretti Altawkilat Extreme E |              |
| 7    | Island X-Prix 2023 (16–17 settembre) | 1     | 55  | Laia Sanz / Mattias Ekström                      | Acciona \| Sainz XE Team      |              |
| 7    | Island X-Prix 2023 (16–17 settembre) | 2     | 125 | Klara Andersson / Sébastien Loeb                 | Abt Cupra XE                  |              |
| 7    | Island X-Prix 2023 (16–17 settembre) | 3     | 5   | Molly Taylor / Kevin Hansen                      | Veloce Racing                 |              |
| 8    | Island X-Prix 2023 (16–17 settembre) | 1     | 44  | Cristina Gutiérrez / Fraser McConnell            | X44 Vida Carbon Racing        |              |
| 8    | Island X-Prix 2023 (16–17 settembre) | 2     | 6   | Mikaela Åhlin-Kottulinsky / Johan Kristoffersson | Rosberg X Racing              |              |
| 8    | Island X-Prix 2023 (16–17 settembre) | 3     | 125 | Klara Andersson / Sébastien Loeb                 | Abt Cupra XE                  |              |
| 9    | Copper X-Prix 2023 (2–3 dicembre)    | 1     |     |                                                  |                               |              |
| 9    | Copper X-Prix 2023 (2–3 dicembre)    | 2     |     |                                                  |                               |              |
| 9    | Copper X-Prix 2023 (2–3 dicembre)    | 3     |     |                                                  |                               |              |
| 10   | Copper X-Prix 2023 (2–3 dicembre)    | 1     |     |                                                  |                               |              |
| 10   | Copper X-Prix 2023 (2–3 dicembre)    | 2     |     |                                                  |                               |              |
| 10   | Copper X-Prix 2023 (2–3 dicembre)    | 3     |     |                                                  |                               |              |

## Classifiche

### Punteggio
Vengono assegnati punti sia al termine delle qualifiche che al termine della gara; la gara è costituita da una finale, alla quale accedono le prime due classificate in ciascuna semifinale, mentre le ultime tre contendenti si giocano le posizioni finali in un'ulteriore gara di spareggio chiamata Shootout Race.
| Qualifiche | Qualifiche | Qualifiche | Qualifiche | Qualifiche | Qualifiche | Qualifiche | Qualifiche | Qualifiche | Qualifiche |
| ---------- | ---------- | ---------- | ---------- | ---------- | ---------- | ---------- | ---------- | ---------- | ---------- |
| Posizione  | 1ª         | 2ª         | 3ª         | 4ª         | 5ª         | 6ª         | 7ª         | 8ª         | 9ª         |
| Punti      | 12         | 11         | 10         | 9          | 8          | 7          | 6          | 5          | 4          |

| Gara      | Gara   | Gara   | Gara   | Gara   | Gara          | Gara          | Gara       | Gara       | Gara       |
|           | Finale | Finale | Finale | Finale | Semifinalisti | Semifinalisti | Crazy Race | Crazy Race | Crazy Race |
| --------- | ------ | ------ | ------ | ------ | ------------- | ------------- | ---------- | ---------- | ---------- |
| Posizione | 1ª     | 2ª     | 3ª     | 4ª     | 5ª            | 6ª            | 7ª         | 8ª         | 9ª         |
| Punti     | 25     | 19     | 18     | 15     | 12            | 10            | 8          | 6          | 4          |

### Campionato piloti
| Pos. | Pilota                                         | DES | DES | HYD | HYD | ISL | ISL | ISL | ISL | COP | COP | Punti |
| ---- | ---------------------------------------------- | --- | --- | --- | --- | --- | --- | --- | --- | --- | --- | ----- |
| 1    | Johan Kristoffersson Mikaela Åhlin-Kottulinsky | 3   | 3B  | 5B  | 5   | 1B  | 1BB | 4B  | 2   |     |     | 136   |
| 2    | Laia Sanz Mattias Ekström                      | 2B  | 1   | 6   | 4B  | 2B  | 2B  | 1BB | 9B  |     |     | 133   |
| 3    | Kevin Hansen Molly Taylor                      | 1B  | 2BB | 7   | 1B  | 6   | 7B  | 3   | 6   |     |     | 116   |
| 4    | Amanda Sorensen RJ Anderson                    | 5B  | 5   | 4   | 3BB | 3B  | 4   | 8   | 4B  |     |     | 95    |
| 5    | Cristina Gutiérrez Fraser McConnell            | 4B  | 6   | 1B  | 9   | 8   | 8   | 9   | 1B  |     |     | 85    |
| 6    | Klara Andersson                                | 9   | 4B  | 10  | 8   | 4   | 6   | 2B  | 3B  |     |     | 75    |
| 7    | Catie Munnings Timmy Hansen                    | 10  | 8   | 2   | 7   | 5B  | 3   | 6   | 7   |     |     | 69    |
| 8    | Sébastien Loeb                                 |     |     |     |     | 4   | 6   | 2B  | 3B  |     |     | 55    |
| 9    | Tanner Foust                                   | 6   | 7   | 8   | 2   | 7   | 9   | 10  | DNS |     |     | 45    |
| 10   | Emma Gilmour                                   | 6   | 7   | 8   | 2   | 7   | 9   | WD  |     |     |     | 44    |
| 11   | Hedda Hosås                                    | 8   | 10  | 9   | 6   | 10  | 5   | 7   | 5   |     |     | 42    |
| 12   | Timo Scheider                                  | 7   | 9   | 3   | DNS | 9   | 10  | 5   | 8   |     |     | 40    |
| 13   | Andreas Bakkerud                               |     |     | 9   | 6   | 10  | 5   | 7   | 5   |     |     | 37    |
| 14   | Christine GZ                                   | 7   | 9   | 3   | DNS |     |     |     |     |     |     | 23    |
| 15   | Nasser Al-Attiyah                              | 9   | 4B  | 10  | 8   |     |     |     |     |     |     | 20    |
| 16   | Lia Block                                      |     |     |     |     | 9   | 10  | 5   | 8   |     |     | 17    |
| 17   | Heikki Kovalainen                              | 8   | 10  |     |     |     |     |     |     |     |     | 5     |
| 18   | Tamara Molinaro                                |     |     |     |     |     |     | 10  | DNS |     |     | 1     |
| Pos. | Pilota                                         | DES | DES | HYD | HYD | ISL | ISL | ISL | ISL | COP | COP | Punti |

| Colore  | Risultato             |
| ------- | --------------------- |
| Oro     | Vincitore             |
| Argento | 2º posto              |
| Bronzo  | 3º posto              |
| Verde   | Finito a punti        |
| Blu     | Finito senza punti    |
| Viola   | Ritirato (Rit)        |
| Viola   | Non classificato (NC) |
| Rosso   | Non qualificato (NQ)  |
| Nero    | Squalificato (SQ)     |
| Bianco  | Non partito (NP)      |
| Bianco  | Non ha gareggiato     |
| Bianco  | Infortunato (INF)     |
| Bianco  | Escluso (ES)          |
| Bianco  | Gara cancellata (C)   |

### Campionato squadre
| Pos. | Squadra                           | DES | DES | HYD | HYD | ISL | ISL | ISL | ISL | COP | COP | Punti |
| ---- | --------------------------------- | --- | --- | --- | --- | --- | --- | --- | --- | --- | --- | ----- |
| 1    | Acciona \| Sainz XE Team          | 2B* | 1   | 6*  | 4B  | 2B* | 2B  | 1BB | 9B  |     |     | 139   |
| 2    | Rosberg X Racing                  | 3   | 3B  | 5B  | 5   | 1B  | 1BB | 4B  | 2   |     |     | 136   |
| 3    | Veloce Racing                     | 1B  | 2BB | 7   | 1B* | 6   | 7B  | 3   | 6   |     |     | 118   |
| 4    | GMC Hummer EV Chip Ganassi Racing | 5B  | 5   | 4   | 3BB | 3B  | 4*  | 8   | 4B* |     |     | 99    |
| 5    | X44 Vida Carbon Racing            | 4B  | 6*  | 1B  | 9   | 8   | 8   | 9   | 1B  |     |     | 87    |
| 6    | Abt Cupra XE                      | 9   | 4B  | 10  | 8   | 4   | 6   | 2B  | 3B  |     |     | 75    |
| 7    | Andretti Altawkilat Extreme E     | 10  | 8   | 2   | 7   | 5B  | 3   | 6*  | 7   |     |     | 71    |
| 8    | Neom McLaren Extreme E            | 6   | 7   | 8   | 2   | 7   | 9   | 10  | DNS |     |     | 45    |
| 9    | JBXE                              | 8   | 10  | 9   | 6   | 10  | 5   | 7   | 5   |     |     | 42    |
| 10   | Carl Cox Motorsport               | 7   | 9   | 3   | Rit | 9   | 10  | 5   | 8   |     |     | 40    |
| Pos. | Squadra                           | DES | DES | HYD | HYD | ISL | ISL | ISL | ISL | COP | COP | Punti |